# Контуш
Контуш (на руски: Контуш; на полски: Kontusz; на украински: Кунтуш) e традиционна връхна одежда на аристокрацията в Полско-литовската държава (днес: Полша, Литва, Украйна, Беларус).
Облеклото представлявало вид дълго палто с дължина почти до пода, което е нямало ръкави или е имало ръкави с цепка, които се се носили свободно висящи или метнати през рамо. Яката била обърната и двуредна. Вместо колан се носел копринен пояс, дълъг до 4 м и широк до 40 см, с висящ калъф за сабя. Била е шита от сукно, по-късно от коприна (понякога подшита с козина), в ярък цвят. Към контуша често се носела кожена шапка с пера.
През зимата контушът се носел под делия – палто от вълнен плат, често с кожена украса. Под контуша се носел жупан – дълга дреха, изработена от тънки и скъпоценни материи.
Одеждата води началото си от Унгария, разпространява се след това в Полша, а оттам навлиза и в Украйна, където бива заимствана от кримските татари там. Тя се превръща в традиционно облекло на богатите хора и аристокрацията в тия държави (шляхта) през XVII – XVIII век. 
От 1776 до 1780 г. кунтушът е бил полска военна парадна униформа.
Когато през XVIII в. в Западна Европа идва модата на фрака, в Полша носенето на контуш вместо фрак се считало за проява на патриотизъм. В Галиция контушът се носел от полските сановници (лица от висок сан, чин) при празнични поводи чак до XIX век.